# Élections présidentielles sous la Cinquième République dans la Vendée
Depuis l'adoption de la Constitution de la Cinquième République française en 1958, dix élections présidentielles ont eu lieu afin d'élire le président de la République. Cette page présente les résultats de ces élections dans la Vendée.

## Synthèse des résultats du second tour
Département conservateur, la Vendée vote traditionnellement plus à droite que la France. C'est en particulier le cas en 1981, 1988 et 2012 où le département a placé en tête respectivement Valéry Giscard d'Estaing (60,38 %), Jacques Chirac (53,94 %) et Nicolas Sarkozy (55,6 %) alors qu'au niveau national ont été élus François Mitterrand (51,76 % et 54,02 %) et François Hollande (51,64 %). En 2017, Emmanuel Macron obtient près de 4 points de plus qu'au niveau national.
| année | Répartition des exprimés | Répartition des exprimés | Participation (% des inscrits) | Blancs ou nuls (% des votants) |

| 2017 | Emmanuel Macron (69,96 %) (France : 66,10 %) | Marine Le Pen (30,04 %) (France : 33,90 %) | 79,95 % (France : 77,77 %) | 2,47 % (France : 2,47 %) |

| 2012 | François Hollande (44,4 %) (France : 51,64 %) | Nicolas Sarkozy (55,6 %) (France : 48,36 %) | 85,33 % (France : 80,35 %) | 2,33 % (France : 5,82 %) |

| 2007 | Nicolas Sarkozy (57,06 %) (France : 53,06 %) | Ségolène Royal (42,94 %) (France : 46,94 %) | 88,13 % (France : 83,97 %) | 1,62 % (France : 4,20 %) |

| 2002 | Jacques Chirac (87,81 %) (France : 82,21 %) | J.-M. Le Pen (12,19 %) (France : 17,79 %) | 76,06 % (France : 79,71 %) | 4,73 % (France : 3,38 %) |

| 1995 | Jacques Chirac (60,41 %) (France : 52,64 %) | Lionel Jospin (39,59 %) (France : 47,36 %) | 84,29 % (France : 78,38 %) | 3,35 % (France : 2,81 %) |

| 1988 | François Mitterrand (46,06 %) (France : 54,02 %) | Jacques Chirac (53,94 %) (France : 45,98 % %) | 86,1 % (France : 81,35 %) | 2,59 % (France : 2,00 %) |

| 1981 | François Mitterrand (39,62 %) (France : 51,76 %) | Valéry Giscard d'Estaing (60,38 %) (France : 48,24 %) | 85,76 % (France : 81,09 %) | 1,79 % (France : 1,62 %) |

| 1974 | Valéry Giscard d'Estaing (66,94 %) (France : 50,81 %) | François Mitterrand (33,06 %) (France : 49,19 %) | 87,84 % (France : 84,23 %) | 1,25 % (France : 0,92 %) |

| 1969 | Georges Pompidou (67,82 %) (France : 58,21 %) | Alain Poher (32,18 %) (France : 41,79 %) | 82,16 % (France : 77,59 %) | 1,86 % (France : 1,29 %) |

| 1965 | Charles de Gaulle (71,15 %) (France : 55,20 %) | François Mitterrand (28,85 %) (France : 44,80 %) | 87,13 % (France : 84,75 %) | 1,37 % (France : 1,01 %) |

|  | ▲ |

## Résultats détaillés par scrutin

### 2017
Le premier tour de l'élection présidentielle de 2017 voit s'affronter onze candidats. Emmanuel Macron arrive en tête devant Marine Le Pen et tous deux se qualifient pour le second tour. Néanmoins, avec François Fillon et Jean-Luc Mélenchon, les scores des quatre candidats ayant recueilli le plus de voix sont serrés (4,43 points entre le 1er et le 4e). Pour la première fois, aucun des candidats des deux partis politiques pourvoyeurs jusque-là des présidents de la Ve République, n'est présent au second tour. Celui-ci se tient le dimanche 7 mai et se solde par la victoire d'Emmanuel Macron, avec un total de 20 753 798 bulletins de vote en sa faveur, soit 66,10 % des suffrages exprimés, face à la candidate du Front national, qui recueille 33,90 %. Le scrutin est néanmoins marqué par une forte abstention et par un record de votes blancs ou nuls.
Dans la Vendée, Emmanuel Macron arrive en tête du premier tour avec 26,26 % des exprimés, suivi de François Fillon (25,5 %), Marine Le Pen (18,53 %), Jean-Luc Mélenchon (15,08 %) et Nicolas Dupont-Aignan (5,78 %). Au second tour, les électeurs ont voté à 69,96 % pour Emmanuel Macron contre 30,04 % pour Marine Le Pen avec un taux de participation de 79,95 % des inscrits.
|             | EM          | Emmanuel Macron       | 109 989 | 26,26 %    | 253 914 | 69,96 %    |  |  |
|             | LR          | François Fillon       | 106 804 | 25,50 %    |         |            |  |  |
|             | FN          | Marine Le Pen         | 77 590  | 18,53 %    | 109 035 | 30,04 %    |  |  |
|             | LFi         | Jean-Luc Mélenchon    | 63 156  | 15,08 %    |         |            |  |  |
|             | DlF         | Nicolas Dupont-Aignan | 24 211  | 5,78 %     |         |            |  |  |
|             | PS          | Benoît Hamon          | 21 356  | 5,10 %     |         |            |  |  |
|             | NPA         | Philippe Poutou       | 5 219   | 1,25 %     |         |            |  |  |
|             | RES         | Jean Lassalle         | 3 810   | 0,91 %     |         |            |  |  |
|             | LO          | Nathalie Arthaud      | 3 294   | 0,79 %     |         |            |  |  |
|             | UPR         | François Asselineau   | 2 705   | 0,65 %     |         |            |  |  |
|             | SeP         | Jacques Cheminade     | 696     | 0,17 %     |         |            |  |  |
|             |             |                       |         |            |         |            |  |  |
|             |             |                       | Nombre  | % inscrits | Nombre  | % inscrits |  |  |
| Inscrits    | Inscrits    | Inscrits              | 514 442 | 100,00 %   | 514 425 | 100,00 %   |  |  |
| Abstentions | Abstentions | Abstentions           | 82 867  | 16,11 %    | 103 148 | 20,05 %    |  |  |
| Votants     | Votants     | Votants               | 431 575 | 83,89 %    | 411 277 | 79,95 %    |  |  |
|             |             |                       |         |            |         |            |  |  |
|             |             |                       |         | % votants  |         | % votants  |  |  |
| Blancs      | Blancs      | Blancs                | 8 356   | 1,62 %     | 33 739  | 6,56 %     |  |  |
| Nuls        | Nuls        | Nuls                  | 4 389   | 0,85 %     | 14 589  | 2,84 %     |  |  |
| Exprimés    | Exprimés    | Exprimés              | 418 830 | 81,41 %    | 362 949 | 70,55 %    |  |  |

### 2012
Hollande, désigné par le PS à la suite d'une primaire ouverte, devance Sarkozy dès le premier tour de l'élection présidentielle de 2012 : c'est la première fois qu'un président sortant est ainsi devancé. Au second tour, Sarkozy est battu mais par un écart plus faible qu'attendu.
Dans la Vendée, Nicolas Sarkozy arrive en tête du premier tour avec 32,89 % des exprimés, suivi de François Hollande (24,81 %), Marine Le Pen (15,18 %), François Bayrou (12,13 %) et Jean-Luc Mélenchon (8,46 %). Au second tour, les électeurs ont voté à 44,4 % pour François Hollande contre 55,6 % pour Nicolas Sarkozy avec un taux de participation de 85,04 % des inscrits.
|                | UMP            | Nicolas Sarkozy       | 133 985 | 32,89 %    | 217 484 | 55,6 %     |  |  |
|                | PS             | François Hollande     | 101 079 | 24,81 %    | 173 686 | 44,4 %     |  |  |
|                | FN             | Marine Le Pen         | 61 859  | 15,18 %    |         |            |  |  |
|                | MoDem          | François Bayrou       | 49 402  | 12,13 %    |         |            |  |  |
|                | FG             | Jean-Luc Mélenchon    | 34 471  | 8,46 %     |         |            |  |  |
|                | DLF            | Nicolas Dupont-Aignan | 9 486   | 2,33 %     |         |            |  |  |
|                | EELV           | Éva Joly              | 7 652   | 1,88 %     |         |            |  |  |
|                | NPA            | Philippe Poutou       | 5 893   | 1,45 %     |         |            |  |  |
|                | LO             | Nathalie Arthaud      | 2 584   | 0,63 %     |         |            |  |  |
|                | S&P            | Jacques Cheminade     | 973     | 0,24 %     |         |            |  |  |
|                |                |                       |         |            |         |            |  |  |
|                |                |                       | Nombre  | % inscrits | Nombre  | % inscrits |  |  |
| Inscrits       | Inscrits       | Inscrits              | 488 819 |            | 488 788 |            |  |  |
| Abstentions    | Abstentions    | Abstentions           | 71 718  | 14,67 %    | 73 119  | 14,96 %    |  |  |
| Votants        | Votants        | Votants               | 417 101 | 85,33 %    | 415 669 | 85,04 %    |  |  |
|                |                |                       |         |            |         |            |  |  |
|                |                |                       |         | % votants  |         | % votants  |  |  |
| Blancs ou nuls | Blancs ou nuls | Blancs ou nuls        | 9 717   | 2,33 %     | 24 499  | 5,89 %     |  |  |
| Exprimés       | Exprimés       | Exprimés              | 407 384 | 97,67 %    | 391 170 | 97,67 %    |  |  |

### 2007
Au premier tour de l'élection présidentielle de 2007, Sarkozy réussit à capter une partie des voix de Le Pen et arrive largement en tête. Royal est la première femme qualifiée pour le second tour d'une élection présidentielle. Elle est battue avec une avance de 6 points.
Dans la Vendée, Nicolas Sarkozy arrive en tête du premier tour avec 29,72 % des exprimés, suivi de Ségolène Royal (21,67 %), François Bayrou (20,77 %), Philippe De Villiers (11,28 %) et Jean-Marie Le Pen (6,46 %). Au second tour, les électeurs ont voté à 57,06 % pour Nicolas Sarkozy contre 42,94 % pour Ségolène Royal avec un taux de participation de 87,31 % des inscrits.
|                | UMP            | Nicolas Sarkozy      | 119 640 | 29,72 %    | 220 680 | 57,06 %    |  |  |
|                | PS             | Ségolène Royal       | 87 244  | 21,67 %    | 166 060 | 42,94 %    |  |  |
|                | UDF            | François Bayrou      | 83 626  | 20,77 %    |         |            |  |  |
|                | MPF            | Philippe de Villiers | 45 388  | 11,28 %    |         |            |  |  |
|                | FN             | Jean-Marie Le Pen    | 25 991  | 6,46 %     |         |            |  |  |
|                | LCR            | Olivier Besancenot   | 14 649  | 3,64 %     |         |            |  |  |
|                | Les Verts      | Dominique Voynet     | 6 559   | 1,63 %     |         |            |  |  |
|                | CPNT           | Frédéric Nihous      | 6 539   | 1,62 %     |         |            |  |  |
|                | LO             | Arlette Laguiller    | 4 580   | 1,14 %     |         |            |  |  |
|                | GPA            | Marie-George Buffet  | 3 677   | 0,91 %     |         |            |  |  |
|                | SE             | José Bové            | 3 560   | 0,88 %     |         |            |  |  |
|                | CNRSP          | Gérard Schivardi     | 1 079   | 0,27 %     |         |            |  |  |
|                |                |                      |         |            |         |            |  |  |
|                |                |                      | Nombre  | % inscrits | Nombre  | % inscrits |  |  |
| Inscrits       | Inscrits       | Inscrits             | 464 249 |            | 464 228 |            |  |  |
| Abstentions    | Abstentions    | Abstentions          | 55 099  | 11,87 %    | 58 921  | 12,69 %    |  |  |
| Votants        | Votants        | Votants              | 409 150 | 88,13 %    | 405 307 | 87,31 %    |  |  |
|                |                |                      |         |            |         |            |  |  |
|                |                |                      |         | % votants  |         | % votants  |  |  |
| Blancs ou nuls | Blancs ou nuls | Blancs ou nuls       | 6 618   | 1,62 %     | 18 567  | 4,58 %     |  |  |
| Exprimés       | Exprimés       | Exprimés             | 402 532 | 98,38 %    | 386 740 | 95,42 %    |  |  |

### 2002
Après cinq années de cohabitation, un duel est attendu entre Chirac et le Premier ministre Jospin lors de l'élection présidentielle de 2002, mais, à la surprise générale, ce dernier est devancé par Le Pen au premier tour. Au second tour, Chirac bénéficie du ralliement de la gauche et reçoit un score sans précédent. Il s'agit de la première élection pour un mandat de cinq ans et non plus sept.
Dans la Vendée, Jacques  Chirac arrive en tête du premier tour avec 24,93 % des exprimés, suivi de Lionel  Jospin (14,76 %), Jean-Marie  Le Pen (11,75 %), François Bayrou (8,35 %) et Jean  Saint-Josse (6,45 %). Au second tour, les électeurs ont voté à 87,81 % pour Jacques  Chirac contre 12,19 % pour Jean-Marie  Le Pen avec un taux de participation de 83,28 % des inscrits.
|                | RPR            | Jacques Chirac          | 77 311  | 24,93 %    | 297 854 | 87,81 %    |  |  |
|                | PS             | Lionel Jospin           | 45 770  | 14,76 %    |         |            |  |  |
|                | FN             | Jean-Marie Le Pen       | 36 437  | 11,75 %    | 41 339  | 12,19 %    |  |  |
|                | UDF            | François Bayrou         | 25 890  | 8,35 %     |         |            |  |  |
|                | CPNT           | Jean Saint-Josse        | 19 990  | 6,45 %     |         |            |  |  |
|                | LO             | Arlette Laguiller       | 17 559  | 5,66 %     |         |            |  |  |
|                | Les Verts      | Noël Mamère             | 15 943  | 5,14 %     |         |            |  |  |
|                | DL             | Alain Madelin           | 14 323  | 4,62 %     |         |            |  |  |
|                | LCR            | Olivier Besancenot      | 13 664  | 4,41 %     |         |            |  |  |
|                | MC             | Jean-Pierre Chevènement | 11 941  | 3,85 %     |         |            |  |  |
|                | Cap21          | Corinne Lepage          | 7 044   | 2,27 %     |         |            |  |  |
|                | FRS            | Christine Boutin        | 6 385   | 2,06 %     |         |            |  |  |
|                | PRG            | Christiane Taubira      | 5 670   | 1,83 %     |         |            |  |  |
|                | PC             | Robert Hue              | 5 663   | 1,83 %     |         |            |  |  |
|                | MNR            | Bruno Mégret            | 4 973   | 1,6 %      |         |            |  |  |
|                | PT             | Daniel Gluckstein       | 1 496   | 0,48 %     |         |            |  |  |
|                |                |                         |         |            |         |            |  |  |
|                |                |                         | Nombre  | % inscrits | Nombre  | % inscrits |  |  |
| Inscrits       | Inscrits       | Inscrits                | 427 886 |            | 427 854 |            |  |  |
| Abstentions    | Abstentions    | Abstentions             | 102 420 | 23,94 %    | 71 542  | 16,72 %    |  |  |
| Votants        | Votants        | Votants                 | 325 466 | 76,06 %    | 356 312 | 83,28 %    |  |  |
|                |                |                         |         |            |         |            |  |  |
|                |                |                         |         | % votants  |         | % votants  |  |  |
| Blancs ou nuls | Blancs ou nuls | Blancs ou nuls          | 15 407  | 4,73 %     | 17 119  | 4,8 %      |  |  |
| Exprimés       | Exprimés       | Exprimés                | 310 059 | 95,27 %    | 339 193 | 95,2 %     |  |  |

### 1995
Après une nouvelle cohabitation et alors que la droite est particulièrement divisée entre Chirac et le Premier ministre Balladur, Jospin réussit à arriver en tête au premier tour de l'élection présidentielle de 1995, malgré la très lourde défaite de la gauche aux législatives de 1993. Au second tour, il est battu par Chirac.
Dans la Vendée, Philippe de Villiers arrive en tête du premier tour avec 22,02 % des exprimés, suivi d'Édouard Balladur (20,19 %), Lionel Jospin (19,47 %), Jacques Chirac (18,2 %) et Jean-Marie Le Pen (7,3 %). Au second tour, les électeurs ont voté à 60,41 % pour Jacques Chirac contre 39,59 % pour Lionel Jospin avec un taux de participation de 83,42 % des inscrits.
|                | MPF            | Philippe de Villiers | 70 725  | 22,02 %    |         |            |  |  |
|                | RPR            | Édouard Balladur     | 64 826  | 20,19 %    |         |            |  |  |
|                | PS             | Lionel Jospin        | 62 543  | 19,47 %    | 123 173 | 39,59 %    |  |  |
|                | RPR            | Jacques Chirac       | 58 462  | 18,2 %     | 187 961 | 60,41 %    |  |  |
|                | FN             | Jean-Marie Le Pen    | 23 460  | 7,3 %      |         |            |  |  |
|                | PC             | Robert Hue           | 15 254  | 4,75 %     |         |            |  |  |
|                | LO             | Arlette Laguiller    | 14 508  | 4,52 %     |         |            |  |  |
|                | Les Verts      | Dominique Voynet     | 10 481  | 3,26 %     |         |            |  |  |
|                | S&P            | Jacques Cheminade    | 892     | 0,28 %     |         |            |  |  |
|                |                |                      |         |            |         |            |  |  |
|                |                |                      | Nombre  | % inscrits | Nombre  | % inscrits |  |  |
| Inscrits       | Inscrits       | Inscrits             | 394 215 |            | 394 169 |            |  |  |
| Abstentions    | Abstentions    | Abstentions          | 61 937  | 15,71 %    | 65 365  | 16,58 %    |  |  |
| Votants        | Votants        | Votants              | 332 278 | 84,29 %    | 328 804 | 83,42 %    |  |  |
|                |                |                      |         |            |         |            |  |  |
|                |                |                      |         | % votants  |         | % votants  |  |  |
| Blancs ou nuls | Blancs ou nuls | Blancs ou nuls       | 11 127  | 3,35 %     | 17 670  | 5,37 %     |  |  |
| Exprimés       | Exprimés       | Exprimés             | 321 151 | 96,65 %    | 311 134 | 94,63 %    |  |  |

### 1988
Après deux ans de cohabitation, Mitterrand affronte le Premier ministre Chirac lors de l'élection présidentielle de 1988. Le Pen obtient au premier tour un score jusque-là sans précédent pour un parti d'extrême droite. Au second tour, Mitterrand est facilement réélu.
Dans la Vendée, François Mitterrand arrive en tête du premier tour avec 32,19 % des exprimés, suivi de Jacques Chirac (24,51 %), Raymond Barre (24,01 %), Jean-Marie Le Pen (8,7 %) et Antoine Waechter (3,91 %). Au second tour, les électeurs ont voté à 53,94 % pour Jacques Chirac contre 46,06 % pour François Mitterrand avec un taux de participation de 87,66 % des inscrits.
|                | PS                    | François Mitterrand | 98 386  | 32,19 %    | 142 380 | 46,06 %    |  |  |
|                | RPR                   | Jacques Chirac      | 74 923  | 24,51 %    | 166 711 | 53,94 %    |  |  |
|                | SE                    | Raymond Barre       | 73 397  | 24,01 %    |         |            |  |  |
|                | FN                    | Jean-Marie Le Pen   | 26 589  | 8,7 %      |         |            |  |  |
|                | Les Verts             | Antoine Waechter    | 11 956  | 3,91 %     |         |            |  |  |
|                | PC                    | André Lajoinie      | 8 306   | 2,72 %     |         |            |  |  |
|                | LO                    | Arlette Laguiller   | 6 748   | 2,21 %     |         |            |  |  |
|                | Communiste rénovateur | Pierre Juquin       | 4 186   | 1,37 %     |         |            |  |  |
|                | MPT                   | Pierre Boussel      | 1 150   | 0,38 %     |         |            |  |  |
|                |                       |                     |         |            |         |            |  |  |
|                |                       |                     | Nombre  | % inscrits | Nombre  | % inscrits |  |  |
| Inscrits       | Inscrits              | Inscrits            | 364 447 |            | 364 404 |            |  |  |
| Abstentions    | Abstentions           | Abstentions         | 50 669  | 13,9 %     | 44 978  | 12,34 %    |  |  |
| Votants        | Votants               | Votants             | 313 778 | 86,1 %     | 319 426 | 87,66 %    |  |  |
|                |                       |                     |         |            |         |            |  |  |
|                |                       |                     |         | % votants  |         | % votants  |  |  |
| Blancs ou nuls | Blancs ou nuls        | Blancs ou nuls      | 8 137   | 2,59 %     | 10 335  | 3,24 %     |  |  |
| Exprimés       | Exprimés              | Exprimés            | 305 641 | 97,41 %    | 309 091 | 96,76 %    |  |  |

### 1981
Lors de l'élection présidentielle de 1981, Giscard d'Estaing arrive en tête au premier tour et affronte, comme la fois précédente, Mitterrand. Pour la première fois, un président sortant est battu : Mitterrand devient le premier président de gauche de la Ve République.
Dans la Vendée, Valéry Giscard d'Estaing arrive en tête du premier tour avec 36,96 % des exprimés, suivi de François Mitterrand (21,62 %), Jacques Chirac (20,86 %), Georges Marchais (6,71 %) et Michel Crépeau (4 %). Au second tour, les électeurs ont voté à 66,94 % pour Valéry Giscard d'Estaing contre 39,62 % pour François Mitterrand avec un taux de participation de 89,33 % des inscrits.
|                | UDF            | Valéry Giscard d'Estaing | 104 498 | 36,96 %    | 175 680 | 60,38 %    |  |  |
|                | PS             | François Mitterrand      | 61 118  | 21,62 %    | 115 254 | 39,62 %    |  |  |
|                | RPR            | Jacques Chirac           | 58 980  | 20,86 %    |         |            |  |  |
|                | PC             | Georges Marchais         | 18 984  | 6,71 %     |         |            |  |  |
|                | MRG            | Michel Crépeau           | 11 319  | 4 %        |         |            |  |  |
|                | MEP            | Brice Lalonde            | 10 026  | 3,55 %     |         |            |  |  |
|                | LO             | Arlette Laguiller        | 5 897   | 2,09 %     |         |            |  |  |
|                | Divers droite  | Michel Debré             | 5 258   | 1,86 %     |         |            |  |  |
|                | Divers droite  | Marie-France Garaud      | 3 827   | 1,35 %     |         |            |  |  |
|                | PSU            | Huguette Bouchardeau     | 2 831   | 1 %        |         |            |  |  |
|                |                |                          |         |            |         |            |  |  |
|                |                |                          | Nombre  | % inscrits | Nombre  | % inscrits |  |  |
| Inscrits       | Inscrits       | Inscrits                 | 335 692 |            | 335 645 |            |  |  |
| Abstentions    | Abstentions    | Abstentions              | 47 815  | 14,24 %    | 35 817  | 10,67 %    |  |  |
| Votants        | Votants        | Votants                  | 287 877 | 85,76 %    | 299 828 | 89,33 %    |  |  |
|                |                |                          |         |            |         |            |  |  |
|                |                |                          |         | % votants  |         | % votants  |  |  |
| Blancs ou nuls | Blancs ou nuls | Blancs ou nuls           | 5 139   | 1,79 %     | 8 894   | 2,97 %     |  |  |
| Exprimés       | Exprimés       | Exprimés                 | 282 738 | 98,21 %    | 290 934 | 97,03 %    |  |  |

### 1974
L'élection présidentielle de 1974 est une élection anticipée à la suite de la mort de Pompidou. Mitterrand, candidat unique de la gauche, est largement en tête au premier tour devant Giscard d'Estaing, qui distance lui-même Chaban-Delmas. Au terme d'une campagne animée, marquée par un débat télévisé tendu, Giscard d'Estaing l'emporte avec une très courte avance.
Dans la Vendée, Valéry Giscard d'Estaing arrive en tête du premier tour avec 42,03 % des exprimés, suivi de François Mitterrand (27,77 %), Jacques Chaban-Delmas (18,76 %), Jean Royer (6,07 %) et Arlette Laguiller (2,64 %). Au second tour, les électeurs ont voté à 66,94 % pour Valéry Giscard d'Estaing contre 33,06 % pour François Mitterrand avec un taux de participation de 90 % des inscrits.
|                | RI             | Valéry Giscard d'Estaing | 100 859 | 42,03 %    | 164 149 | 66,94 %    |  |  |
|                | PS             | François Mitterrand      | 66 631  | 27,77 %    | 81 070  | 33,06 %    |  |  |
|                | UDR            | Jacques Chaban-Delmas    | 45 019  | 18,76 %    |         |            |  |  |
|                | SE             | Jean Royer               | 14 566  | 6,07 %     |         |            |  |  |
|                | LO             | Arlette Laguiller        | 6 343   | 2,64 %     |         |            |  |  |
|                | SE, écologiste | René Dumont              | 2 160   | 0,9 %      |         |            |  |  |
|                | FN             | Jean-Marie Le Pen        | 1 785   | 0,74 %     |         |            |  |  |
|                | MDSF           | Émile Muller             | 1 063   | 0,44 %     |         |            |  |  |
|                | FCR            | Alain Krivine            | 522     | 0,22 %     |         |            |  |  |
|                | NAR            | Bertrand Renouvin        | 458     | 0,19 %     |         |            |  |  |
|                | MFE            | Jean-Claude Sebag        | 409     | 0,17 %     |         |            |  |  |
|                |                |                          |         |            |         |            |  |  |
|                |                |                          | Nombre  | % inscrits | Nombre  | % inscrits |  |  |
| Inscrits       | Inscrits       | Inscrits                 | 276 613 |            | 276 575 |            |  |  |
| Abstentions    | Abstentions    | Abstentions              | 33 641  | 12,16 %    | 27 660  | 10 %       |  |  |
| Votants        | Votants        | Votants                  | 242 972 | 87,84 %    | 248 915 | 90 %       |  |  |
|                |                |                          |         |            |         |            |  |  |
|                |                |                          |         | % votants  |         | % votants  |  |  |
| Blancs ou nuls | Blancs ou nuls | Blancs ou nuls           | 3 026   | 1,25 %     | 3 696   | 1,48 %     |  |  |
| Exprimés       | Exprimés       | Exprimés                 | 239 946 | 98,75 %    | 245 219 | 98,52 %    |  |  |

### 1969
L'élection présidentielle de 1969 est une élection anticipée à la suite de la démission de De Gaulle. La gauche se lance désunie dans la course et, bien que Duclos (PCF) manque de le devancer, c'est le président par intérim Poher qui accède au second tour face à l'ex-Premier ministre Pompidou. Alors que Duclos refuse d'appeler à voter au second tour pour « bonnet blanc ou blanc bonnet », Pompidou est finalement largement élu.
Dans la Vendée, Georges Pompidou arrive en tête du premier tour avec 59,72 % des exprimés, suivi de Alain Poher (22,57 %), Jacques Duclos (8,98 %), Gaston Defferre (3,63 %) et Michel Rocard (2,91 %). Au second tour, les électeurs ont voté à 67,82 % pour Georges Pompidou contre 32,18 % pour Alain Poher avec un taux de participation de 79,19 % des inscrits.
|                | UDR            | Georges Pompidou | 125 389 | 59,72 %    | 134 565 | 67,82 %    |  |  |
|                | CD             | Alain Poher      | 47 380  | 22,57 %    | 63 843  | 32,18 %    |  |  |
|                | PC             | Jacques Duclos   | 18 865  | 8,98 %     |         |            |  |  |
|                | SFIO           | Gaston Defferre  | 7 627   | 3,63 %     |         |            |  |  |
|                | PSU            | Michel Rocard    | 6 102   | 2,91 %     |         |            |  |  |
|                | SE             | Louis Ducatel    | 3 031   | 1,44 %     |         |            |  |  |
|                | LC             | Alain Krivine    | 1 575   | 0,75 %     |         |            |  |  |
|                |                |                  |         |            |         |            |  |  |
|                |                |                  | Nombre  | % inscrits | Nombre  | % inscrits |  |  |
| Inscrits       | Inscrits       | Inscrits         | 260 412 |            | 260 228 |            |  |  |
| Abstentions    | Abstentions    | Abstentions      | 46 456  | 17,84 %    | 54 159  | 20,81 %    |  |  |
| Votants        | Votants        | Votants          | 213 956 | 82,16 %    | 206 069 | 79,19 %    |  |  |
|                |                |                  |         |            |         |            |  |  |
|                |                |                  |         | % votants  |         | % votants  |  |  |
| Blancs ou nuls | Blancs ou nuls | Blancs ou nuls   | 3 987   | 1,86 %     | 7 661   | 3,72 %     |  |  |
| Exprimés       | Exprimés       | Exprimés         | 209 969 | 98,14 %    | 198 408 | 96,28 %    |  |  |

### 1965
L'élection présidentielle de 1965 est la première élection au suffrage universel direct à la suite du référendum d'octobre 1962. De Gaulle est mis en ballottage, à la surprise générale, par Mitterrand, candidat unique de la gauche. La campagne du second tour est axée sur l'Europe et les relations internationales ainsi que sur l'armement nucléaire. De Gaulle est finalement réélu avec une large avance.
Dans la Vendée, Charles de Gaulle arrive en tête du premier tour avec 51,53 % des exprimés, suivi de Jean Lecanuet (23,99 %), François Mitterrand (17,37 %), Jean-Louis Tixier-Vignancour (4,57 %) et Pierre Marcilhacy (1,77 %). Au second tour, les électeurs ont voté à 71,15 % pour Charles de Gaulle contre 28,85 % pour François Mitterrand avec un taux de participation de 86,97 % des inscrits.
|                | UNR            | Charles de Gaulle            | 112 640 | 51,53 %    | 150 834 | 71,15 %    |  |  |
|                | MRP            | Jean Lecanuet                | 52 448  | 23,99 %    |         |            |  |  |
|                | CIR            | François Mitterrand          | 37 960  | 17,37 %    | 61 147  | 28,85 %    |  |  |
|                | SE             | Jean-Louis Tixier-Vignancour | 9 985   | 4,57 %     |         |            |  |  |
|                | PLE            | Pierre Marcilhacy            | 3 869   | 1,77 %     |         |            |  |  |
|                | SE             | Marcel Barbu                 | 1 688   | 0,77 %     |         |            |  |  |
|                |                |                              |         |            |         |            |  |  |
|                |                |                              | Nombre  | % inscrits | Nombre  | % inscrits |  |  |
| Inscrits       | Inscrits       | Inscrits                     | 254 350 |            | 254 126 |            |  |  |
| Abstentions    | Abstentions    | Abstentions                  | 32 733  | 12,87 %    | 33 114  | 13,03 %    |  |  |
| Votants        | Votants        | Votants                      | 221 617 | 87,13 %    | 221 012 | 86,97 %    |  |  |
|                |                |                              |         |            |         |            |  |  |
|                |                |                              |         | % votants  |         | % votants  |  |  |
| Blancs ou nuls | Blancs ou nuls | Blancs ou nuls               | 3 027   | 1,37 %     | 9 031   | 4,09 %     |  |  |
| Exprimés       | Exprimés       | Exprimés                     | 218 590 | 98,63 %    | 211 981 | 95,91 %    |  |  |